# Sadonikhöhe
Il monte Sadonikhöhe (in sloveno: Veliki vrh) con 1.624 m s.l.m. è una cima della catena montuosa delle Caravanche Orientali. La vette è situata al confine tra Austria e Slovenia rispettivamente nei comuni di Eisenkappel-Vellach e di Solčava.